# Burntisland
Burntisland ist eine Stadt in der schottischen Council Area Fife. Sie liegt etwa sieben Kilometer südsüdwestlich von Kirkcaldy und 14 km östlich von Dunfermline am Nordufer des Firth of Forth. Am gegenüberliegenden Ufer in etwa sieben Kilometer Entfernung befindet sich Edinburgh. Im Jahre 2011 verzeichnete Burntisland 6269 Einwohner.

## Geschichte
Angeblich nutzten bereits die Römer unter Agricola um das Jahr 83 den natürlichen Hafen von Burntisland als Basis. Im 12. Jahrhundert wurden eine Festung und eine Kirche nahe dem Hafen errichtet. Jakob V. ernannte die Stadt zum Royal Burgh und baute den Hafen zu militärischen Zwecken und als Handelshafen aus. Zunächst wurde Fisch, später Kohle umgeschlagen. Zwischen 1786 und 1927 wurde in der überregional bedeutenden Brennerei The Grange in Burntisland Whisky gebrannt. Zum Ende des Ersten Weltkrieges siedelten sich eine Aluminiumhütte sowie Schiffswerften in Burntisland an.

## Verkehr
Burntisland liegt wenige Kilometer südlich der Küstenstraße A9, die Edinburgh mit Aberdeen verbindet, und etwa zehn Kilometer östlich der M90 von Dunfermline nach Perth, die als A90 den Firth of Forth überquert. Im Jahre 1850 wurde die erste Eisenbahnfähre der Welt von Granton (heute Stadtteil von Edinburgh) nach Burntisland installiert. Der Bahnhof von Burntisland wird heute von der First ScotRail auf der Fife Circle Line bedient.

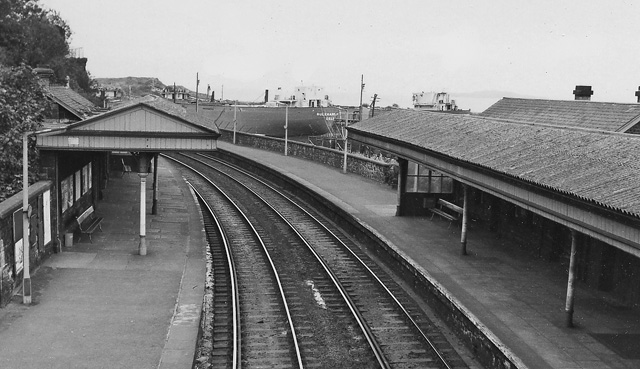
Bahnhof im Jahre 1974
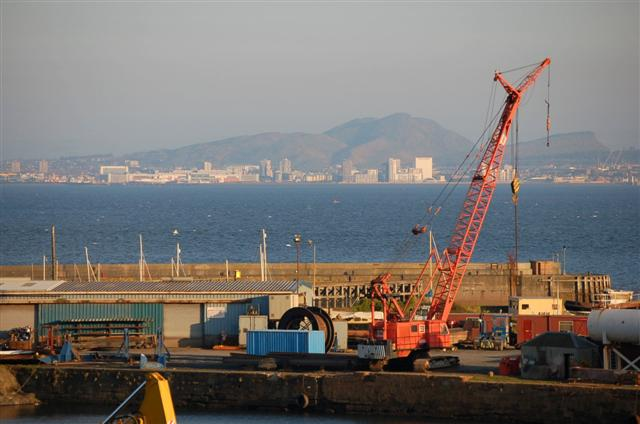
Hafenanlagen
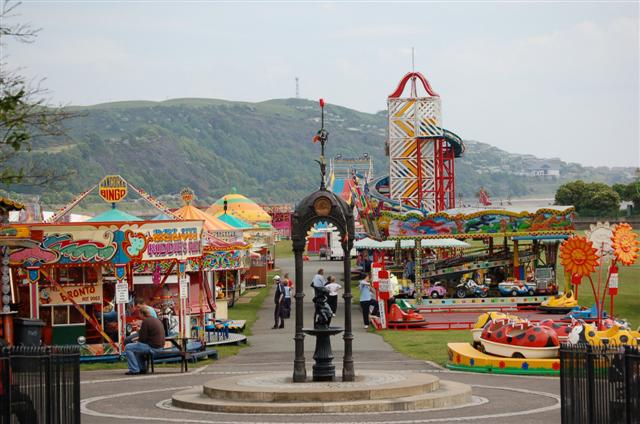
Jährlicher Jahrmarkt